# Euriptòlem (alcmeònida)
Euriptòlem (Euryptolemus, Εὐρυπτόλεμος) fou un membre de la família dels alcmeònides d'Atenes, fill de Megacles i pare de Isodice, que fou esposa de Cimó.